# Sabaria fulvifusa
Sabaria fulvifusa är en fjärilsart som beskrevs av W. Warren 1901. Sabaria fulvifusa ingår i släktet Sabaria och familjen mätare. Inga underarter finns listade.